# Тьей Теттха II
Чей Четта II (кхмер. ជ័យជេដ្ឋាទី២, cɨj.ceit.tʰaː tiː piː), урожденный Понья Нхом (1573 — 1627, Удонг, Кампонгспы) — король Камбоджи (1618—1628). Правил под именем Джая Джатха II (санскр. Jaya-jettha II).
Провел ряд административных и судебных реформ, вытеснил симаских интервентов и смог на время вернуть Камбдже процветание.
Полное тронное имя — Самдач Брхат Нараяна Наранатха Брхат Пада Самдач Брхат Раджанкария Брхат Джая Джатха Парама Чакрапати Радхипдиндра Махиндра Раджадхираджа Рамадипати Трилокья Парама Варман Нарабуддхабанса Дамрунг Крунг Камбуджа Гуруратта Мандирасила Махастхана Брхат Параман (санскр. Samdach Brhat Narayana Naranatha Brhat Pada Samdach Brhat Rajankariya Brhat Jaya Jatha Parama Chakrapati Radhipdindra Mahindra Rajadhiraja Ramadipati Trilokya Parama Varman Narabuddhabansa Damrung Krung Kambuja Gururatta Mandirasila Mahasthana Brhat Paramanatha Parama Bupati Jaya Amachas Jivitha Ludhibana).

## Биография
Сын короля Барома Рачеа IV. В годы его правления столица королевства была перенесена из Срей Сонтора в город Удонг и заключением союза с князьями Нгуен против сиамцев, что в дальнейшем привело к аннексии дельты Меконга вьетнамцами. 
Во время правления Четты II в 1620 году Голландская Ост-Индская компания установила связи с Камбоджей; в 1623 году был основан аванпост, прибрежном порту близ Удонга.
В 1621 года Чей Четта II объявил о начале крупной правовой реформы: существовавшие на тот момент законы и традиции были систематизированы в двенадцати томах и действовали до реформы короля Нородома в 1872 году.
В 1623 году Чей Четта II позволил вьетнамцам открыть таможню в городе Прейнокор — предшественнике современного Хошимина. Это стало началом широкой экспансии Вьетнама за пределы границ, установленных в 1471 году. Последовавшие за этим наплывы вьетнамских поселенцев позволили сломить ослабленное из-за войны с сиамцами камбоджийское королевство и постепенно вьетнамизировать регион дельты Меконга, окончательно аннексировав его в 1690-х гг.